# Johann Friedrich Lempe
Johann Friedrich Lempe (* 7. März 1757 in Weida; † 6. Februar 1801 in Freiberg) war Professor der Mathematik und Physik an der Bergakademie Freiberg.

## Leben und Wirken
Johann Friedrich Lempe war ein Sohn des Schichtmeisters George Gottfried Lempe und der Johanna Sophia geb. Holtz in Weida.
Lempe hatte von 1785 bis zu seinem Tode 1801 als Nachfolger von Johann Friedrich Wilhelm von Charpentier den Lehrstuhl für theoretische Markscheidekunst inne und legte den Grundstein zur wissenschaftlichen Forschung auf diesem Gebiet.
Lempe war Autor der zwischen 1785 und 1799 beim Dresdner Verlag Walther erscheinenden Fachzeitschrift „Magazin für die Bergbaukunde“. Somit war er der Herausgeber der ersten Fachzeitschrift zum Thema Bergbau und Bergbautechnik in Deutschland.
Lempe war mit Wilhelmine Friederike geb. Kessel († 1831) verheiratet. Sein Sohn Friedrich Wilhelm Lempe war ebenfalls Mathematiker und Professor in Kielce. Seine Tochter Johanna Caroline Wilhelmina Dorothee war die Ehefrau von Ernst Friedrich Wilhelm Lindig.

## Werke (Auswahl)
- Gründliche Anleitung zur Markscheidekunst. Siegfried Leberecht Grusius, Leipzig 1782. (Digitalisat)
- Rechenbuch für diejenigen jungen Leute welche sich dem praktischen Bergwesen widmen. Craz, Freyberg und Annaberg 1790 (Digitalisat)
- Lehrbegrif der Maschinenlehre mit Rücksicht auf den Bergbau, Leipzig 1795/97 (Digitalisat)